# Malthodes europaeus
Malthodes europaeus är en skalbaggsart som beskrevs av Wittmer 1970. Malthodes europaeus ingår i släktet Malthodes, och familjen flugbaggar. Arten har ej påträffats i Sverige.